# Ermenegildo Gastaldi
Ermenegildo Gastaldi, conosciuto anche come Gildo Gastaldi (Casalpusterlengo, 25 dicembre 1907 – Milano, 21 gennaio 1973), è stato un neuropsichiatra italiano.

## Biografia
Figlio di Dante Gastaldi e Ida Vida, si laureò in medicina alla Regia Università di Pavia nel novembre 1932, discutendo, con il direttore dell'Istituto di farmacologia Pietro Di Mattei, una tesi sulla velocità di sedimentazione dei globuli rossi. Dopo aver conseguito l'abilitazione all'esercizio della professione presso l'Università di Pisa nel 1933, divenne medico interno nella clinica delle malattie nervose e mentali dell'ateneo pavese, diretta da Ottorino Rossi, proseguendo poi come assistente sotto le successive direzioni di Giuseppe Carlo Riquier e Carlo Berlucchi.
La collaborazione con Ottorino Rossi esercitò, in particolare, una sorta di imprinting sulla personalità scientifica di Gastaldi, che si contraddistinse per una prevalenza dell'attitudine critica sugli entusiasmi della scoperta e per una propensione allo scavo analitico del valore di concetti e termini generalmente accettati come definitivi. Grazie alle sollecitazioni di Rossi, pubblicò nel 1935 il volume La rigenerazione dei tessuti nervosi nei vertebrati superiori, aggiornato nel 1942, che rappresenta ancora oggi una tappa obbligata per quanti vogliano ripercorrere la storia del pensiero neurologico su questi argomenti.